# Psilonyx arawak
Psilonyx arawak là một loài ruồi trong họ Asilidae. Psilonyx arawak được Farr miêu tả năm 1963. Loài này phân bố ở vùng Tân nhiệt đới.